# パミール・スタジアム
パミール・スタジアム（英: Pamir Stadium）は、タジキスタンの首都ドゥシャンベにある多目的スタジアム。正式名称はドゥシャンベ・セントラル・スタジアム（タジク語: Варзишгоҳи марказии ҷумҳуриявии Душанбе）。主にサッカーの試合に用いられる。

## 概説
ソビエト連邦時代はミハイル・フルンゼ・レパブリカン・スタジアムと呼ばれていた。収容可能人数は24,000人。建築当初は座席は5,000しかなかったが、1962年に行われた改修工事により21,400人にまで拡張された。現在、収容人数を40,000人にするための拡張工事が計画されている。タジク・リーグに所属するCSKAパミール・ドゥシャンベがホームスタジアムとして使用するほか、サッカータジキスタン代表のホームスタジアムとしても使用される。

## 出来事
2014年サッカーW杯アジア予選3次予選グループCでは、日本代表との対戦の際に本競技場が使用されている。